# Port lotniczy Sana
Port lotniczy Sana (IATA: SAH, ICAO: OYSN) - międzynarodowy port lotniczy położony w Sanie. Jest największym portem lotniczym w Jemenie. Pas startowy służy również dużej bazie wojskowej z kilkoma samolotami bojowymi i samolotami transportowym z Jemeńskich Sił Powietrznych.

## Linie lotnicze i połączenia
- Yemenia (Amman)